# تپه چنگر خدا
تپه چنگر خدا در شهرستان خرم‌آباد، بخش دوره چگنی، دهستان کشکان، ۴ کیلومتری غرب روستای سیاه چم واقع شده و این اثر در تاریخ ۲۲ اسفند ۱۳۸۵ با شمارهٔ ثبت ۱۸۲۲۹ به‌عنوان یکی از آثار ملی ایران به ثبت رسیده است.